# Cyrtocymura
Cyrtocymura es un género de plantas fanerógamas perteneciente a la familia de las asteráceas. Comprende 8 especies descritas y de estas, solo 4 aceptadas.

## Taxonomía
El género fue descrito por Harold E. Robinson y publicado en Proceedings of the Biological Society of Washington 100(4): 849–851. 1987. La especie tipo es  Conyza scorpioides Lam. 

## Especies aceptadas
A continuación se brinda un listado de las especies del género Cyrtocymura aceptadas hasta julio de 2012, ordenadas alfabéticamente. Para cada una se indica el nombre binomial seguido del autor, abreviado según las convenciones y usos.
- Cyrtocymura cincta (Griseb.) H.Rob.
- Cyrtocymura harleyi (H.Rob.) H.Rob.
- Cyrtocymura mattos-silvae (H.Rob.) H.Rob.
- Cyrtocymura scorpioides (Lam.) H.Rob.